# Постулат Хаззума — Брукса
В середине 1980-х экономисты Дэниел Хаззум (англ. Daniel Khazzoom) и Леонард Брукс (англ. Leonard Brookes) независимо выдвинули идею о том, что увеличение эффективности использования энергии может парадоксальным образом приводить к увеличению общего объема потребляемой энергии. В 1992 году американский экономист Гарри Саундерс (англ. Harry Saunders) назвал эту гипотезу «постулатом Хаззума — Брукса» и показал, что она верна в неоклассической модели экономического роста в широком диапазоне предположений.

## Объяснение
Вкратце суть постулата сводится к тому, что «повышение эффективности энергопотребления, которое во всех смыслах экономически оправдано на микроуровне, приводит к увеличению суммарного энергопотребления на макроуровне». Эта мысль является продуктом современного анализа явления, известного как парадокс Джевонса. В 1865 году английский экономист Уильям Стэнли Джевонс отметил, что потребление угля в Англии значительно увеличилось после того, как Джеймс Уатт предложил свои усовершенствования для парового двигателя. Джевонс утверждал, что повышение эффективности использования угля спровоцирует увеличение спроса на уголь и не уменьшит скорость истощения угольных запасов Англии.
Как и парадокс Джевонса, постулат Хаззума-Брукса является выводом, противоречащим интуитивному пониманию эффективности. Когда отдельные лица изменяют поведение и начинают использовать методы и устройства, являющиеся более энергоэффективными, на макроэкономическом уровне возможны ситуации, которые фактически приводят к увеличению потребления энергии. Высокие цены на энергию, создаваемые налогами либо ограниченным объёмом производства, изначально ограничивают спрос, но в конечном счете способствуют росту эффективности энергопотребления. В результате роста энергоэффективности происходит частичная аккомодация роста цен и ограничивается снижение спроса. В конечном счете возникает новый баланс между спросом и предложением на более высоком уровне производства и потребления, чем при отсутствии роста энергоэффективности.
Увеличение энергоэффективности может приводить к росту энергопотребления тремя путями. Во-первых, повышенная энергоэффективность делает использование энергии более дешёвым, стимулируя рост потребления. Во-вторых, повышенная энергоэффективность приводит к экономическому росту, что тянет за собой рост энергопотребления в рамках всей экономики. В-третьих, повышение эффективности использования ограниченного ресурса увеличивает потребление связанных технологий, продуктов и услуг, которые сдерживались нехваткой этого ресурса. В качестве простого примера: размеры города, ограничиваемые нехваткой воды, могут увеличиться вдвое, если все жители примут меры по экономии воды, которые снизят её расход на 50 %. Аналогичным образом более экономичные автомобили скорее всего приведут к росту числа таких автомобилей и поездок, совершаемых с их помощью, чем к уменьшению потребления топлива. Вполне вероятно, что эти латентные эффекты обратного направления могут в общем случае перевешивать линейный вклад основного эффекта.
Хаззум и Брукс начали работу в этом направлении после кризисов ОПЕК 1973-го и  1979-го годов, когда начался рост спроса на более экономичные автомобили. Хотя для каждого отдельного автомобиля в среднем наблюдался рост экономичности, общее потребление продолжало расти. «Нефтяные кризисы ОПЕК спровоцировали значительные улучшения в сфере энергоэффективности, по крайней мере там, где речь идет о нефти. Однако тридцать лет спустя мы понимаем, что суммарным эффектом всех этих инициатив было лишь увеличение мирового спроса на сырую нефть. Несмотря на внушительное уменьшение доли нефти в стоимости единицы ВВП в таких крупных экономиках, как США, общее потребление нефти, как и общее энергопотребление, продолжает скачкообразный рост. Рост потребления энергии затмевает достижения экономичности. Вследствие этого вместо ограничения энергопотребления мы наблюдаем как повышение энергоэффективности приводит ко все более и более высокому уровню энергопотребления» или, скорее, улучшения энергоэффективности тесно связаны с повышением энергопотребления. Многие из скачков энергопотребления, как показывают эмпирические данные, могли произойти и без скачков энергоэффективности, что вероятно ещё более увеличило бы потребление.
Дальнейшие важные соображения касаются потенциала и пределов эффекта повышения эффективности, где эффективность рассматривается как процесс обучения в сложной системе. В начале кривой обучения эффективность и улучшения производительности достигаются легче, затем рост замедляется вследствие повышения сложности процесса обучения и приближения к практически достижимым уровням эффективности. В рыночных системах решения инвестора могут основываться на физических или финансовых соображениях, не зависящих друг от друга, что может приводить к противоречиям. Рост эффективности увеличивает скорость истощения ресурса и может увеличить его монетарную стоимость, повысив дефицитность и снизив рентабельность (EROEI). Ускорение истощения ресурса является частным случаем трагедии общин, поскольку определяющей является максимальная скорость истощения, а не максимальная продолжительность использования ресурса.
Обратный эффект обычно тем больше, чем выше доля энергии в общей стоимости заданного продукта или его потребления, но также зависит от гибкости спроса. Например, топливная экономичность автомобилей приведёт к увеличению пробега в большей степени, чем может увеличиться посещаемость ресторанов из-за повышения их энергоэффективности (например, расходы на готовку, заморозку, кондиционирование) — энергия занимает меньшую долю в общей стоимости посещения ресторана и в меньшей степени влияет на их посещаемость.